# Serdar Kesimal
Serdar Kesimal (Wuppertal, 24 januari 1989) is een voormalig Turks-Duits voetballer die bij voorkeur als centrale verdediger speelde. Hij debuteerde in 2010 in het Turks voetbalelftal.

## Clubcarrière
Kesimal speelde in zijn jeugd bij Wuppertaler SV en FC Köln. In 2009 ging hij naar Kayserispor. Op 24 augustus 2010 maakte hij zijn eerste doelpunt voor die club tegen MKE Ankaragücü. In juli 2011 werd hij voor vier miljoen euro verkocht aan Fenerbahçe SK. Gökhan Ünal beging tegelijkertijd de omgekeerde weg. Na een periode van blessureleed dwong hij uiteindelijk een basisplaats af bij Fenerbahçe. Tijdens het seizoen 2012/13 verloor hij die basisplaats aan Bekir İrtegün. Sindsdien kwam Kesimal vrijwel niet meer in actie voor Fenerbahçe: zowel in de seizoenen 2013/14 als 2014/15 kreeg hij in één competitiewedstrijd speeltijd, respectievelijk negentig minuten en één minuut.

## Interlandcarrière
Serdar Kesimal maakte zijn debuut in het Turks voetbalelftal in een oefeninterland tegen Nederland in de Amsterdam ArenA op 17 november 2010. Die wedstrijd werd met 1–0 gewonnen door Nederland na een doelpunt van Klaas-Jan Huntelaar. Op 29 maart 2011 maakte hij zijn officiële (competitieve) debuut in de EK-kwalificatiewedstrijd tegen Oostenrijk. Turkije won met 2–0 dankzij doelpunten van Arda Turan en Gökhan Gönül.